# Авдич, Адем
А́дем А́вдич (серб. Адем Авдић; родился 24 сентября 2007, Лозница) — сербский футболист, левый защитник клуба «Црвена звезда», выступающий на правах аренды за клуб ОФК.

## Клубная карьера
Воспитанник футбольной академии клуба «Црвена звезда». В сентябре 2024 года подписал с клубом свой контракт до 2027 года. В январе 2025 года отправился в аренду в клуб ОФК до конца сезона 2024/25. 3 февраля 2025 года дебютировал за ОФК, выйдя в основном составе в матче сербской Суперлиги против клуба «Раднички».

## Карьера в сборной
Авдич выступал за сборные Сербии до 16 и до 17 лет.